# 吕蒂希行动
吕蒂希行動（德语：Unternehmen Lüttich）是1944年8月7日至8月13日,在諾曼第戰役期间，德國对盟军的一次反攻行動的代號。它於莫尔坦附近的美軍陣地展開。“吕蒂希”（Lüttich）是比利时城市列日的德語名字，在第一次世界大戰期間德軍在1914年8月初在這裡贏得了勝利。在美國和英國的諾曼第戰役歷史中，該進攻亦僅僅被稱當作“莫尔坦反攻”。
這次攻擊由阿道夫·希特勒下令實施，以消除美国第1集团军自1944年7月25日眼鏡蛇行動发动以来所取得的成果，恢复德军位于诺曼底地区的防御阵地，并重新夺回阿夫朗什港。德軍反攻部隊的主力是德國第47裝甲軍，包括一個半的武裝親衛隊裝甲師和兩個德意志國防軍裝甲師。雖然他們對美國第7軍的進攻取得了初步成果，但他們很快就被制止，在盟軍飛機攻擊下部隊受到嚴重損失，最終摧毀了將近一半參與攻擊的坦克。雖然在莫尔坦周圍的戰鬥持續了6天，但美軍在德軍反攻開始後一天內已重新獲得了主動。
當時德軍在前線的指揮官曾經警告希特勒攻勢是徒勞的，幾乎沒有攻擊成功的機會，及集中在其裝甲預備隊在西線的諾曼第前線不久將導致災難，因為他們的南面側翼被包和向東的戰線已崩潰，導致許多在諾曼第的德軍被圍困在法萊茲口袋內。

## 背景
1944年7月25日經過6個星期沿陷入僵持戰線上的消耗戰後，由奧馬爾·布萊德雷將軍指揮的美軍展開代號為眼鏡蛇行動的進攻，在聖洛附近突破了德軍防線。在諾曼第幾乎整個西半部的德軍防線崩潰，8月1日美軍攻佔阿夫朗什。隨著攻佔在科唐坦半島底部的該市鎮，及一座在蓬托博附近完整的橋樑，美軍已“走出困境”，德軍也不能保持到西端海岸的戰線和美軍從西和南兩個方向進入布列塔尼，同一天由喬治·巴頓中將指揮的美國第3軍團投入戰鬥。儘管德軍對蓬托博大橋實施空襲，巴頓的部隊在之後3天有不少於7個師在這裡通過，他的軍團單位幾乎如入無人之境地開始向布列塔尼的港口前進。
7月30日開始英國第2軍團在美軍東翼，實施一個支援攻勢，代號為藍衣行動。許多原本要被送往西部制止美軍突破的德國裝甲預備隊被轉移面對這一新的威脅。與此同時美軍繼續攻擊以擴大在阿夫朗什周圍的走廊。雖然德軍能保有重要的道路交界處維爾，但根據由勞頓·柯林斯中將的美國第7軍在8月3日攻佔阿夫朗什以東15英里（24）的莫尔坦。
第2天雖然美國第8軍繼續向西面布列塔尼港口布雷斯特和洛里昂推進，布萊德雷命令巴頓把美國第3軍團的主力轉向東前，打破德軍側翼和進入德軍後方地區。在之後3天美國第15軍前進了不少於75英里（121），8月7日他們正在接近原德國第7軍團指揮部所在地和仍然是一個重要後勤中心的勒芒。

## 德軍的指揮及決定
京特·馮·克魯格陸軍元帥是德軍在西線的最高指揮官。自從埃爾溫·隆美爾元帥在7月17日因盟軍飛機的攻擊而受傷後，馮·克魯格接手直接指揮參加諾曼第戰役的德國B集團軍。他在7月22日向希特勒警告戰線的崩潰迫在眉睫，但希特勒命令他繼續堅守。
8月2日希特勒發出指令，下令馮·克魯格“在莫尔坦與阿夫朗什之間立即實施反攻”。德國武裝部隊總部，國防軍陸軍總司令部副參謀長瓦爾特·瓦利蒙特將軍，亦被派往馮·克魯格的司令部，以確保這些命令被遵守。馮·克魯格表示：這是沒有成功的機會，而在諾曼第的德軍應撤向塞納河，轉動在卡昂以南完整的防線，但在8月4日希特勒斷然下令要發動攻擊。他要求在諾曼第9個裝甲師中的8個參與進攻，而納粹德國空軍出動所有預備隊，包括1,000架戰鬥機。根據希特勒的要求有3項條件必須符合以進行攻擊。“馮·克魯格必須相信它，他必須能夠將在諾曼第的主要戰線抽離足夠的裝甲部隊以建立一支有效的打擊力量，及他必須達到進攻的突然性”。
雖然被命令等待“直到每一輛坦克，火炮和飛機準備好”，馮·克魯格和指揮德國第7軍團守衛戰線西部的武裝親衛隊將領保羅·豪塞爾，決定在整體戰局進一步惡化前盡快進攻。主要的進攻部隊是第47裝甲軍，由漢斯·馮·芬克男爵將軍指揮。而在8個裝甲師中只有4個（其中1個不是全部）可免除他們的防守任務和及時可參加戰鬥；第2裝甲師、第116裝甲師、武裝親衛隊第2帝國裝甲師和部分武裝親衛隊第1阿道夫·希特勒警衛旗隊裝甲師，總共有約300輛坦克。支援該裝甲軍的有2個步兵師和5個戰鬥群，由教導裝甲師的殘餘及4個同樣殘破的步兵師組成。
馮·克魯格下令進攻由8月6日夜間至8月7日進行，為了避免美軍知道他們的攻擊，就沒有炮火準備。其目的是打擊在莫尔坦以東，由利蘭·霍布斯少將指揮的美軍第30步兵師，然後穿過美軍防線到達海岸。如果達成進攻的突然性，這次進攻很可能成功，但盟軍的Ultra破譯密碼人員在8月4日截獲和解密了吕蒂希行動的命令，結果布萊德雷能獲得美軍第9航空隊及英國皇家空軍的空中支援。

## 德軍的進攻

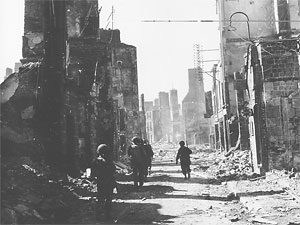
1944年8月，在莫尔坦的美軍

8月6日晚上10點馮·芬克報告說：他的部隊仍然未能集結，和第116裝甲師的指揮官“已經做了一系列亂七八糟的事情”。事實上這名師長（格哈德·馮·施威林）對行動十分悲觀，他甚至沒有命令他的坦克部隊參加。這樣阻延協同德軍的進攻，但德國武裝親衛隊裝甲部隊午夜後不久在莫尔坦以東進攻留下美軍第30步兵師的陣地。德軍暫時取得進攻的突然性，因為Ultra的文件被送抵美國第1軍團司令部的時間太晚，未能提醒部隊即時面對進攻。他們很輕易地攻佔莫尔坦但無法突破第30師的戰線，美軍第120步兵團第2營控制了莫尔坦周圍的主要地標，第314號山頭。雖然後路被切斷，他們得到降落傘空投補給，700人防守該陣地直至8月12日，超過300人死亡。

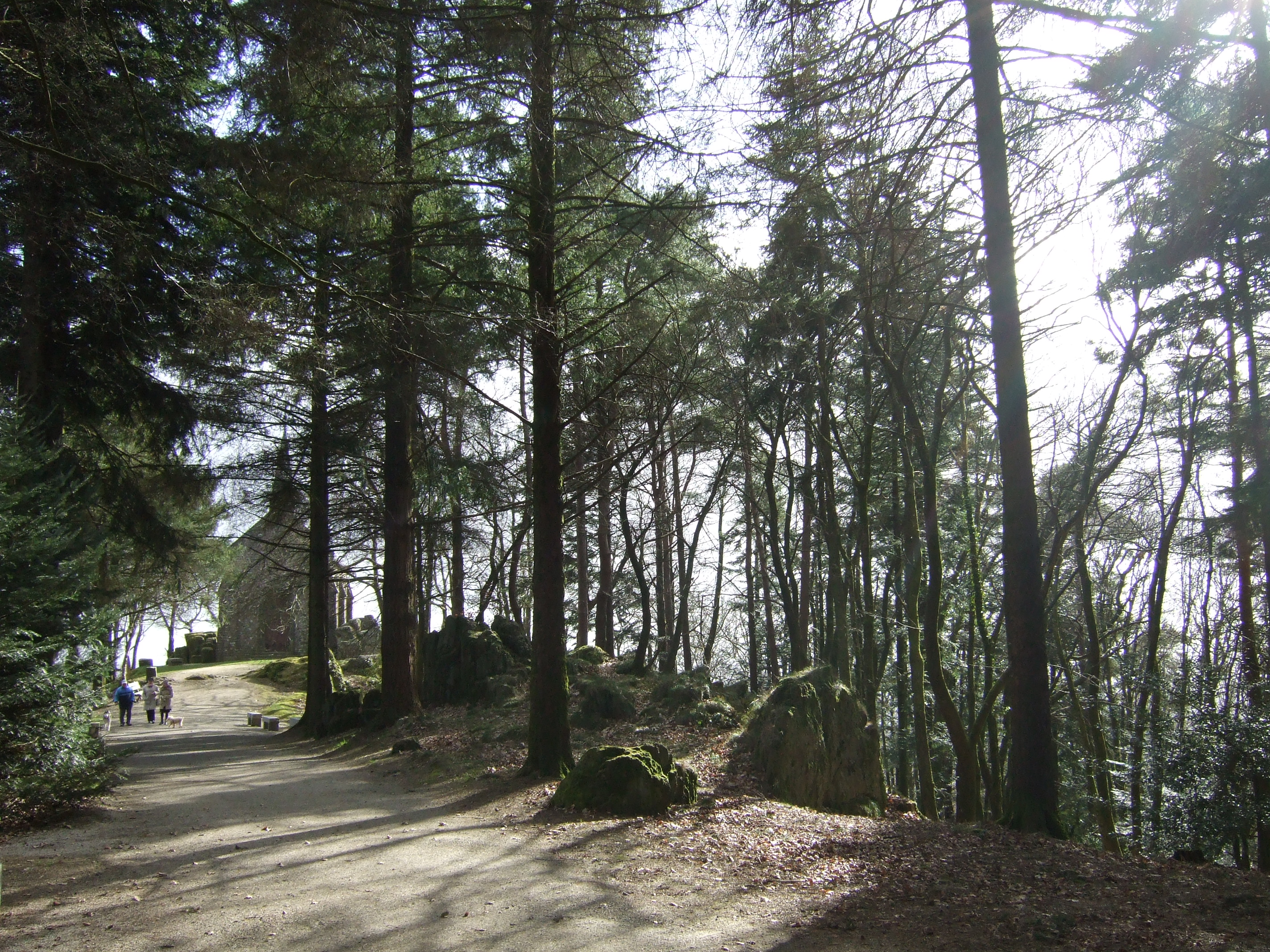
在2009年的莫尔坦第314號山頭，當年美軍第120步兵團第2營在此處被武裝親衛隊第2裝甲師包圍

在北面第2裝甲師從西南向莫尔坦進攻幾個小時後，及已滲透入美軍戰線數英里，然後在距離阿夫朗什不到2公里被美軍第35步兵師和美軍第3裝甲師的作戰指揮部所阻止。德軍指揮部下令在中午前重新展開進攻，這樣阿夫朗什可以被佔領。

### 盟軍的空襲—攻勢停止
8月7日中午清晨的濃霧消散，大批盟軍飛機出現在戰場上空，由於得到Ultra有關進攻的情報，美國陸軍航空軍第9航空隊已得到英國皇家空軍第2戰術航空隊的增援。儘管納粹德國空軍保證德軍將獲得足夠的空中支援，盟軍飛機很快獲得莫尔坦的上空完全的制空權。德國空軍報告說他們的戰鬥機在起飛時遇到盟軍飛機，因而無法到達戰場。在莫尔坦以東的空地，德軍裝甲部隊成為暴露的目標，尤其是被英國皇家空軍的霍克颱風戰鬥轟炸機的火箭射擊，德軍坦克部隊於8月7日一整天在盟軍飛機攻擊下遭受嚴重傷亡，大大地鈍挫了攻勢。

## 美軍的反動作

1944年8月6日至8月17日盟軍與軸心國軍的攻擊與反攻

經過8月7日後美軍仍繼續在德軍攻勢的右翼，維爾附近向南前進。德軍第116裝甲師應該在這地區前進，但其實是被撤回。在下午武裝親衛隊第1和第116裝甲師作出新的攻擊，但莫尔坦的兩翼已被封鎖，令美國第7軍能阻止德軍前進。
與此同時布萊德雷曾派出兩個裝甲戰鬥群攻擊德軍南（左）翼。8月8日一部分戰鬥群（來自美軍第2裝甲師）攻擊兩個德國武裝親衛隊裝甲師的後方。雖然在莫尔坦周圍的戰鬥仍持續數天，德軍並沒有獲得任何進一步的成功。德軍發出命令要求整條戰線轉入防禦，但通訊不良導致這個命令無法送到，一些德軍撤退，而其他的部隊則準備堅守自己的陣地。
當美國第1軍團向莫尔坦附近的德軍反擊時，巴頓將軍的美國第3軍團之單位未經偵察向前通過德國軍團以南的開闊地域前進，並於8月8日接近勒芒。同一天加拿大第1軍團在總計行動中攻擊德軍在卡昂以南已被削弱的陣地，並有威脅進一步突進至法萊茲，雖然兩天後這個攻擊受阻。無奈之下希特勒下令對莫尔坦重新展開更猛烈的攻擊，要求唯一在勒芒以東阻擊巴頓向東前進的第9裝甲師，被調往莫尔坦參加進攻。第5裝甲軍團司令海因里希·埃貝巴赫將軍受命組建新的司令部，名為“埃貝巴赫裝甲集團”，以指揮新一輪的攻勢。馮·克魯格害怕自己因被7月20日密謀案牽連而被蓋世太保拘捕，默許了這一顯然是自殺的命令。埃貝巴赫建議的反擊很快就因其它事件影響，而沒有被實施。

## 總結
到8月13日進攻已被全面中止，德軍被趕出莫尔坦，參加進攻的裝甲師在盟軍反攻和空襲中失去了150輛坦克，接近參戰的一半數量。由於希特勒下令在諾曼第的德軍堅守自己的陣地，美國第7和第15軍從東及北迫近阿讓唐。德軍向西面的第7軍團及第5裝甲軍團左側攻擊以圖解除被盟軍部隊包圍的威脅。由於美軍向阿讓唐前進，英軍和加拿大軍向法萊茲前進，威脅在新建立的法萊茲口袋內切斷兩個德國軍團的後路。
雖然美軍在吕蒂希行動中的傷亡數字明顯比以前的行動輕微，在戰線的某些地區，特別是莫尔坦周圍第30步兵師防守的陣地蒙受嚴重的人員傷亡。到8月7日日终時，第30師已經有近1,000人陣亡，從8月6日至8月13日美軍的傷亡數字 估計有2,000–3,000人死亡，還有數目不詳的人受傷。
8月14日加拿大軍發動溫順行動，企圖與向北進至尚布瓦的美軍會師。8月19日波蘭第1裝甲師的1個旅與美軍第90步兵師的會合，把50,000名德軍士兵封鎖在口袋裡。到8月21日德軍重新打開缺口的嘗試已被挫敗，約50,000名士兵向盟軍投降，從而消滅了德國第7軍團。

## 附錄
1. 1 2  Fey, p.150
2. 1 2 3 4 5  . Memorial Mont-Ormel.   [2008-08-13]. （原始内容存档于2012-12-30）.
3. 1 2 3 4  Van der Vat, p.163
4. ↑  D'Este, p.409
5. ↑   D'Este, p.408
6. ↑  Wilmot, p.399
7. 1 2  Wilmot, p.400
8. ↑  D'Este, p. 414
9. ↑  Wilmot, p.401
10. ↑  Lewin, p. 338
11. ↑  Fey, p.145
12. 1 2 3 4 5 6 7 8  Van Der Vat, p.164
13. ↑  D'Este, p.415
14. 1 2  D'Este, p.416
15. ↑  Wilmot, p.402
16. 1 2 3 4 5 6 7  D'Este, p.419
17. ↑  D'Este, p.418
18. ↑  Fey, p.146
19. 1 2  Wilmot, p.404
20. 1 2  D'Este, p. 420
21. ↑  Fey, p.147
22. ↑  Wilmot, p. 414
23. 1 2 3 4 5  Cawthorne, p.125
24. ↑  Cawthorne, p. 126
25. ↑  Cawthorne, p. 129